# (4001) Ptolemaeus
(4001) Ptolemaeus ist ein Hauptgürtelasteroid der am 2. August 1949 vom deutschen Astronomen Karl Wilhelm Reinmuth von der Landessternwarte Heidelberg-Königstuhl (Sternwarten-Code 024) aus entdeckt wurde.
Der Asteroid wurde nach dem griechischen Mathematiker, Geographen, Astronomen, Astrologen, Musiktheoretiker und Philosophen Claudius Ptolemäus benannt, dessen drei Werke zur Astronomie, Geografie und Astrologie in Europa bis in die frühe Neuzeit als wichtige umfangreiche Datensammlungen und wissenschaftliche Standardwerke galten.